# Douglas Packer
Douglas Ricardo Packer (Indaial, 13 marzo 1987) è un ex calciatore brasiliano, di ruolo centrocampista o attaccante.

## Biografia
Ha origini trentine da parte di sua nonna, nativa di Trento e ha avi austriaci.

## Carriera
Packer è stato notato fin da giovanissimo dai dirigenti del Siena. L'esordio in Serie A avviene il 7 maggio 2006 a San Siro in Inter-Siena. Successivamente il brasiliano collezionerà un'altra presenza in quel campionato. Nella stagione seguente non scende mai in campo e nel 2007-2008 viene ceduto in prestito al Pescara, appena retrocesso in Serie C1, dove gioca 8 partite.
In seguito, il Siena lo riporta in Toscana e nel corso della stagione 2008-2009 la sua prima presenza avviene in Juventus-Siena (1-0) del gennaio 2009. Termina l'annata con un'ulteriore presenza.
Il 10 luglio 2009 passa in prestito al Ravenna. Nell'estate del 2010 rientra al Siena, che l'anno successivo lo gira in prestito al Paraná, facendolo così ritornare in patria. Qui mette assieme 22 presenze nella Série B, corredate da un gol, e disputa 8 partite, sempre con un gol, nel Campionato Paranaense.

## Palmarès

### Club

#### Competizioni giovanili
- Torneo di Viareggio: 1

Juventus: 2005

#### Competizioni statali
- Campionato Carioca: 1

Botafogo: 2013
- Taca Guanabara: 1

Botafogo: 2013
- Taça Rio: 1

Botafogo: 2013
- Campionato Alagoano: 1

CRB: 2015

#### Competizioni nazionali
- Supercoppa di Cipro: 1

Ermīs Aradippou: 2014